# Синие голуби
Синие голуби (лат. Alectroenas) — род птиц семейства голубиных. Включает в себя 4 вида с островов Индийского океана, один из них вымер за последние нескольких сотен лет.

## Описание
Синие голуби — крупные и средней величины представители семейства голубиных, обладают плотным телосложением, довольно длинными крыльями и хвостом. У всех видов обязательно присутствует синий, часто лазоревый цвет. Обязательный атрибут — длинные перья в форме воротника на шее и груди, которыми птица способна трясти. Голень относительно длинная, а цевка наоборот короткая. Питаются плодами.
Согласно анализу ДНК, ближайшим родственником синих голубей является монотипический новокаледонский пёстрый голубь (Drepanoptila holosericea) из Новой Каледонии; эволюционное расхождение этих двух групп началось в промежутке между 8 и 9 млн лет назад. Общим предком синих и новокаледонских голубей считается вид, близкий к группе современных пёстрых голубей (Ptilinopus), который обитал в Юго-Восточной Азии и Океании. Все три исчезнувших вида: маврикийский, родригесский и реюньонский синие голуби были эндемиками Маскаренских островов. Основной причиной вымирания маврикийского голубя называют вырубку лесов, в которых гнездились и находили себе корм птицы. Вероятная причина исчезновения родригесского и реюньонского голубей — давление интродуцированных хищников, в первую очередь крыс.
Мадагаскарский голубь населяет девственные дождевые леса в восточной части острова Мадагаскар. Сейшельский голубь гнездится в остатках горного леса на Сейшельских островах. Коморский голубь селится в магровых и вечнозелёных лесах на островах Нгазиджа, Анжуан (Коморские острова) и Майотта. Перечисленные виды аллопатричны относительно друг друга (их ареал нигде не пересекается) и имеют между собой очень близкое родство.

## Классификация
Международный союз орнитологов включает в род 4 вида, один из которых исчез:
- Alectroenas madagascariensis (Linnaeus, 1766) — Мадагаскарский синий голубь
- † Alectroenas nitidissimus (Scopoli, 1786) — Маврикийский синий голубь
- Alectroenas pulcherrimus (Scopoli, 1786) — Сейшельский синий голубь
- Alectroenas sganzini (Bonaparte, 1854) — Коморский синий голубь[1]

Раньше в род включали ещё 2 исчезнувших вида, но теперь их перенесли в род Nesoenas:
- † Nesoenas mayeri duboisi Rothschild, 1907 [syn. Alectroenas duboisi] — Голубь Дюбуа, или реюньонский синий голубь
- † Nesoenas rodericanus (Milne-Edwards, 1873) [syn. Alectroenas rodericana] — Родригесский синий голубь[2][12]